# Gran Premi d'Espanya de motociclisme de 1969
El Gran Premi d'Espanya de motociclisme de 1969 fou la primera cursa de la temporada 1969 de motociclisme. La cursa es disputà al Circuit del Jarama el dia 4 de maig de 1969.
A la cursa dels 250cc s'imposà Santiago Herrero amb l'OSSA monocasc, aconseguint així tant el pilot com la motocicleta la seva primera victòria en Gran Premi.

## 500 cc
13 pilots sortits, 7 arribats.

### Arribats a la meta
| Pos. | Pilot             | Moto      | Temps        | Punts |
| ---- | ----------------- | --------- | ------------ | ----- |
| 1    | Giacomo Agostini  | MV Agusta | 1h 13' 11" 1 | 15    |
| 2    | Angelo Bergamonti | Paton     | +37" 6       | 12    |
| 3    | Ginger Molloy     | Bultaco   | +52" 5       | 10    |
| 4    | Gyula Marsovszky  | LinTo     | +1' 39" 7    | 8     |
| 5    | Godfrey Nash      | Norton    | +1' 42" 3    | 6     |
| 6    | Günter Fischer    | Matchless |              | 5     |
| 7    | Gilbert Argo      | Matchless |              | 4     |

## 350 cc
7 pilots retirats.

### Arribats a la meta
| Pos. | Pilot               | Moto      | Temps        | Punts |
| ---- | ------------------- | --------- | ------------ | ----- |
| 1    | Giacomo Agostini    | MV Agusta | 1h 18' 09" 2 | 15    |
| 2    | Kelvin Carruthers   | Aermacchi | +1' 39" 1    | 12    |
| 3    | Giuseppe Visenzi    | Yamaha    | +1' 59" 3    | 10    |
| 4    | Ginger Molloy       | Bultaco   |              | 8     |
| 5    | Jack Findlay        | Yamaha    |              | 6     |
| 6    | Herbert Denzler     | Aermacchi |              | 5     |
| 7    | Adolf Ohligschläger | Yamaha    |              | 4     |
| 8    | Jerry Lancaster     | Aermacchi |              | 3     |
| 9    | Günter Fischer      | Aermacchi |              | 2     |
| 10   | Godfrey Nash        | Norton    |              | 1     |

## 250 cc
15 pilots retirats.

### Arribats a la meta
| Pos. | Pilot            | Moto              | Temps        | Punts |
| ---- | ---------------- | ----------------- | ------------ | ----- |
| 1    | Santiago Herrero | OSSA              | 1h 17' 09" 6 | 15    |
| 2    | Kent Andersson   | Yamaha            | +24" 9       | 12    |
| 3    | Börje Jansson    | Kawasaki - Yamaha | +43" 5       | 10    |
| 4    | Martti Pesonen   | Yamaha            | +1' 19" 5    | 8     |
| 5    | Giuseppe Visenzi | Yamaha            | +2' 02" 2    | 6     |
| 6    | Heinz Rosner     | MZ                | +2' 03" 5    | 5     |
| 7    | Dieter Braun     | MZ                |              | 4     |
| 8    | Jerry Lancaster  | Yamaha            |              | 3     |

## 125 cc
| Pos. | Pilot             | Moto      | Temps        | Punts |
| ---- | ----------------- | --------- | ------------ | ----- |
| 1    | Cees van Dongen   | Suzuki    | 1h 07' 41" 5 | 15    |
| 2    | Kent Andersson    | Maico     | +1' 21" 9    | 12    |
| 3    | Walter Villa      | Villa     | +1' 30" 7    | 10    |
| 4    | Enrique Escuder   | Bultaco   | +1' 46" 9    | 8     |
| 5    | Bruno Veigel      | Honda     | +1' 48" 2    | 6     |
| 6    | Kelvin Carruthers | Aermacchi | +1 volta     | 5     |
| 7    | Ginger Molloy     | Bultaco   | +3 voltes    | 4     |
| 8    | Pertti Leinonen   | Honda     | +3 voltes    | 3     |
| 9    | Ramon Galí        | Bultaco   | +3 voltes    | 2     |

| Pilot   | Moto | Motiu |
| ------- | ---- | ----- |
| Andújar | n.d. |       |

| Pilot                     | Moto    | Motiu retirada |
| ------------------------- | ------- | -------------- |
| Heinz Rosner              | MZ      |                |
| Ángel Nieto               | Derbi   |                |
| Dieter Braun              | Suzuki  |                |
| Francisco García          | n.d.    |                |
| Herbert Denzler           | Honda   |                |
| Jean-Louis Pasquier       | Bultaco |                |
| Jerry Lancaster           | Honda   |                |
| Francisco González Romero | n.d.    |                |
| Zaneta                    | n.d.    |                |
| Joan Bordons              | n.d.    |                |
| Börje Jansson             | Maico   |                |
| Horst Seel                | n.d.    |                |
| Salvador Cañellas         | Yamaha  |                |
| Barry Smith               | Derbi   |                |
| Brian Smith               | n.d.    |                |
| José Medrano              | n.d.    |                |
| Bosse Granath             | MZ      |                |
| Seppo Kangasniemi         | MZ      |                |
| Giovanni Lombardi         | n.d.    |                |

## 50 cc

### Arribats a la meta
| Pos. | Pilot                 | Moto     | Temps     | Punts |
| ---- | --------------------- | -------- | --------- | ----- |
| 1    | Aalt Toersen          | Kreidler | 42' 15" 9 | 15    |
| 2    | Ángel Nieto           | Derbi    | +13" 9    | 12    |
| 3    | Jan de Vries          | Kreidler | +16"      | 10    |
| 4    | Gilberto Parlotti     | Tomos    | +16" 4    | 8     |
| 5    | Giovanni Lombardi     | Guazzoni | +30" 8    | 6     |
| 6    | Jakob Unterladstätter | KTM      |           | 5     |
| 7    | Herbert Denzler       | Kreidler |           | 4     |
| 8    | Jean-Louis Pasquier   | Derbi    |           | 3     |
| 9    | Bruno Veigel          | Honda    |           | 2     |
| 10   | Joan Bordons          | Derbi    |           | 1     |